# Torre Móvel de Integração

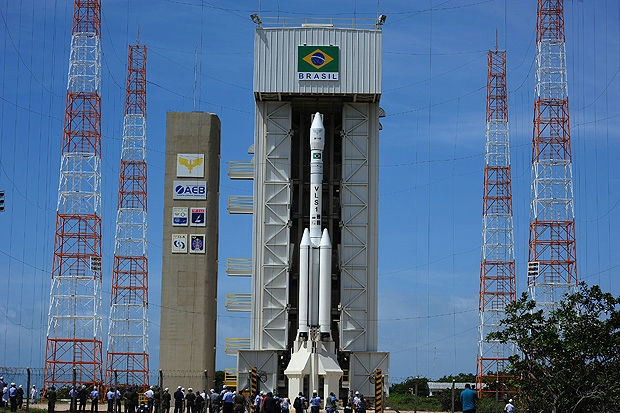
A nova Torre de Integração Móvel com um protótipo do VLS-1

A Torre Móvel de Integração (TMI) é uma estrutura localizada no Centro de Lançamento de Alcântara, no Maranhão, destinada a montagem de foguetes de múltiplos estágios em seu local de lançamento.
Sua primeira versão foi construída junto com o centro, em 1989, para o lançamento do Veículo Lançador de Satélites (VLS-1). Dois lançamentos foram realizados: O VLS-1 V01, em 1997, e o VLS-1 V02, em 1999. Durante os últimos preparativos para o terceiro voo do VLS-1 a torre foi destruída pela ignição prematura de um dos motores do primeiro estágio do VLS.
Uma nova torre foi construída entre 2010 e 2011.

## Características
A torre é uma estrutura metálica, sobre trilhos, onde os estágios de um foguete chegam separadamente e são reunidos diretamente na plataforma de lançamento. Possui 33 metros de altura, 12 de comprimento e 10 de largura e 380 toneladas. Quando a montagem é concluída ela se afasta, para trás, 40 metros, a 4,5 metros/minuto.
Na parte frontal 4 pares de portas permitem que os componentes sejam levados pela grua, montada no topo da estrutura, para o interior da torre. Quando não é necessário movimentar cargas, quando ela está fora de atividade ou durante o lançamento de um foguete, as portas são fechadas. Em seu interior plataformas móveis permitem que os técnicos possam trabalhar bem perto do foguete, sem correr o risco de cair ou ter que usar cordas de segurança. Quando a torre precisar sair do local essas plataformas se movem, para cima, desobstruindo o caminho.
A segunda versão da torre recebeu muitas atualizações em relação a primeira, fruto das lições aprendidas com o acidente de 2003 e da consultoria russa, que avaliou todo o programa espacial brasileiro a pedido da AEB. A mais notável foi a inclusão da Torre de Escape, feita de concreto e é imóvel, ao lado da plataforma de lançamento. Durante a montagem do foguete ela oferece um meio rápido e seguro para os funcionários evacuarem a plataforma se necessário. As portas também são diferentes. Na primeira versão elas deslizavam para as laterais, agora elas abrem descrevendo um arco, como uma porta residencial comum. Seis torres foram instaladas no entorno para assegurar proteção contra descargas elétricas atmosféricas.
Muitos processos foram automatizados, de forma a reduzir a quantidade de técnicos na plataforma

## Funcionamento
Para preparar um foguete para o lançamento a torre move-se até a plataforma de lançamento. Os estágios e a coifa, com a carga útil, chegam, em ordem de montagem, através de um acesso asfaltado, no lado que possui as portas. O componente é então suspenso pela grua e levado até o interior da torre e então os técnicos o encaixam em seu respectivo local e as conexões com a plataforma feitas. Estas podem ser mecânicas, para suportar o foguete, ou elétricas, onde a plataforma pode receber dados dos computadores de bordo e fornecer energia elétrica. Conforme o foguete é montado as plataformas no interior são abaixadas. Concluída a montagem o foguete passa por vistorias e testes, executados tanto na plataforma quando na estação de controle. Quando tudo está pronto todas as plataformas do interior são recolhidas, as portas são abertas, e a torre move-se para trás.